# Јован Кратохвил
Јован Кратохвил (Београд, 17. април 1924 — Београд, 22. фебруар 1998) био је српски вајар и универзитетски професор. Бавио се пливањем и стрељаштвом.

## Биографија
Рођен је 17. априла 1924. године у Београду. Завршио је Академију ликовних уметности у Београду и специјални течај вајарства, дипломирао је 1949. године. Након тога је био професор на Факултету ликовних уметности и ректор Универзитета уметности у Београду (1971—1973).
Аутор је многих скулптура и споменика, међу којима су споменик палим борцима на Мајевици и у Земуну. Учествовао је 1957. на изложби савремене српске скулптуре, Галерија УЛУС-а, Београд. Урадио је споменик совјетским ратним ветеранима погинулим у авионској незгоди на Авали, спомен−костурницу у Сансеполкру у Италији и многе друге, а бавио се графиком и таписеријом.
Поред уметности, Кратохвил се активно бавио и спортом, па је пре Другог светског рата био шампион Југославије у пливању. После рата је био првак државе у стрељаштву, освајач другог места на Светском првенству и учесник Олимпијских игара 1952. године у Хелсинкију. Заузео је 14 место на Олимпијским играма у дисциплини пушка, тростав, 300 метара.
Излагао је у оквиру Југословенског павиљона на Светској изложби у Бриселу 1958. године. Један је од десет уметника који су излагали на првом Октобарском салону 1960 године.
Преминуо је 1998. године у Београду и сахрањен је у Алеји заслужних грађана на Новом гробљу. Његов син је Марко Кратохвил, који је такође вајар, од 2009. године живи у Сједињеним Државама.

## Галерија
- Споменик палим борцима у народној револуцији 1941-1945. године
- Споменик совјетским ратним ветеранима
- Спомен−костурница у Сансеполкру, Италија